# Variável canônica
Variável canônica é uma combinação linear de outras variáveis em estudo, usada geralmente na construção de cenários.
A variável canônica é uma função de análise multivariada da variância com a finalidade de discriminar grupos em conjunto de dados. Através de combinações lineares é possível analisar a similaridade ou a dissimilaridade de grupos em conjunto de dados.